# Adenopodia
Adenopodia é um género botânico pertencente à família Fabaceae.

## Espécies
- Adenopodia floribunda
- Adenopodia gymnantha
- Adenopodia minutiflora
- «Lista completa»